# Józef Kocurek
Józef Kocurek (ur. 16 marca 1949 w Katowicach-Bogucicach, zm. 28 lutego 2011 w Katowicach) – polski samorządowiec, wiceprezydent Katowic w latach 1998–2010.

## Życiorys
Pochodził z rodziny o patriotycznych i powstańczych tradycjach. Wśród jego przodków byli: Kazimierz Skiba – przedostatni sołtys wsi Katowice oraz Zofia Koniarkowa (babka) – uczestniczka powstań śląskich, przedwojenna radna Katowic.
Ukończył katowickie IV Liceum Ogólnokształcące, a następnie Wydział Inżynierii Sanitarnej Politechniki Śląskiej w Gliwicach. Był długoletnim pracownikiem Górnośląskiego Przedsiębiorstwa Wodociągów oraz jednym ze współzałożycieli Związku Górnośląskiego.
W 1990 został po raz pierwszy wybrany do katowickiej Rady Miasta z ramienia Komitetu Obywatelskiego „Solidarność”. W latach 1998–2010 był zastępcą prezydenta Katowic, Piotra Uszoka, odpowiadając m.in. za miejskie inwestycje. Pełnił również funkcję Pełnomocnika ds. Rewitalizacji Rawy.
Zmarł po długiej chorobie. Został pochowany na cmentarzu w Bogucicach.

## Upamiętnienie
- 28 sierpnia 2012 Prezydent Miasta Katowice zarządzeniem nr 1110/2012 ustanowił Nagrodę im. Józefa Kocurka, przyznawaną za wykazanie się szczególnym zaangażowaniem w działalności społecznej na rzecz mieszkańców miasta[1].
- Na mocy uchwały Radu Miasta Katowice z 25 lipca 2012 roku imię Józefa Kocurka nadano Szkole Podstawowej nr 62 w Katowicach, położonej przy ul. Ordona[2].
- Na mocy uchwały Radu Miasta Katowice z 12 września 2012 roku imieniem Józefa Kocurka nazwano skwer, położony na osiedlu Jerzego Kukuczki, w rejonie ulic: Lubuskiej, Wrocławskiej i Kujawskiej[3].
- W 2012 roku Józef Kocurek został pośmiertnie wyróżniony honorową Nagrodą im. Wojciecha Korfantego[4].